# Dunlap, Kansas
Dunlap là một thành phố thuộc quận Morris, tiểu bang Kansas, Hoa Kỳ. Năm 2010, dân số của xã này là 30 người.

## Dân số
Dân số các năm:
- Năm 2000: 81 người
- Năm 2010: 30 người